# 자양제4동도서관
자양제4동도서관은 서울특별시 광진구 자양동에 소재한 구립도서관이다.

## 연혁
- 2008년 개관
- 2011년 책 읽는 서울, 한 도서관 한 책 읽기 광진컨소시엄 우수도서관 '서울시장상'
- 2012년 책 읽는 서울, 한 도서관 한 책 읽기 광진컨소시엄 공로상 수상
- 2016년 대출권수 5권으로 확대
- 2017년 광진구립도서관 통합자료관리시스템(KOLAS III)도입
- 2023년 리모델링 개관
- 2023년 서울시 공공도서관 운영평가 우수도서관 선정

## 시설현황
- 연면적: 333.200㎡
- 열람석: 66석
- 1층: 자료실, 강의실, 사무실

## 이용방법
이용시간
| 구분         | 하절기(3 ~ 10월) | 동절기(11 ~ 2월) | 주말(동·하절기 동일) |
| ------------ | ---------------- | ---------------- | -------------------- |
| 종합자료실   | 09:00 ~ 20:00    | 09:00 ~ 19:00    | 09:00 ~ 18:00        |
| 어린이자료실 | 09:00 ~ 20:00    | 09:00 ~ 19:00    | 09:00 ~ 18:00        |
| 멀티미디어실 | 09:00 ~ 18:00    | 09:00 ~ 18:00    | 09:00 ~ 18:00        |
| 소강의실     | 09:00 ~ 18:00    | 09:00 ~ 18:00    | 09:00 ~ 18:00        |

휴관일
- 정기휴관일: 매월 첫째, 셋째 화요일
- 국경일, 일요일을 제외한 국가지정공휴일, 임시공휴일
(단, 일요일과 국경일, 국가지정공휴일, 임시공휴일이 겹치는 경우 휴관)
- 임시휴관일: 장서 점검 및 관장이 필요하다고 인정하는 날

대출방법
- 대출가능권수: 1인 5권
- 대출기간: 15일(대출일 포함)
- 연장: 인터넷을 이용한 연장, 최대 1회(7일) 가능
- 연체: 연체일수만큼의 대출 정지(연체 도서 중 가장 긴 연체 일수 적용)

## 참조
1. ↑  광진구립도서관 홈페이지 자료현황
2. ↑  해당자료 미기재